# Маркушев, Сергей Алексеевич
Серге́й Алексе́евич Ма́ркушев (25 декабря 1910 (7 января 1911) — 4 октября 1992) — советский актёр театра и кино. Народный артист РСФСР (1966).

## Биография
Родился Сергей Маркушев в Саратове.
С 1929 по 1930 годы работал слесарем железнодорожной мастерской в родном городе, в 1931—1933 годах учился в Ленинградском институте сценических искусств, окончил 3 курса.
В 1933 году стал артистом московской театральной студии под руководством Николая Павловича Хмелёва, с 1936 по 1940 год работал артистом Московского театра имени Ленинского комсомола.
В 1940 году устроился в киностудию «Союздетфильм». В 1941 году Маркушев впервые снялся в кино, в боевом киносборнике № 6, сыграл советского лейтенанта.
С 1943 года — артист фронтового театра в регулярной армии, с 1945 года — артист Государственного оперно-драматического театра имени К .С. Станиславского.
В 1948 году стал артистом Московского драматического театра имени К. С. Станиславского.
В Малом театре с 1 декабря 1956 года. В этом театре Маркушев сыграл большое количество ролей, в том числе в телевизионных постановках.
30 апреля 1990 года вышел на персональную пенсию. Вёл домашний образ жизни, мало участвовал в светских мероприятиях.
Скончался Сергей Алексеевич 4 октября 1992 года в Москве. Похоронен на Хованском кладбище столицы, участок № 247.

## Творчество

### Роли вМалом театре
1. 1957 — «Вечный источник» — Владимир Ильич Ленин
2. 1958 — «Село Степанчиково и его обитатели» — Коровкин
3. 1958 — «Порт-Артур» — Христофоров
4. 1959 — «Завещание» — Голышев
5. 1960 — «Осенние зори» — Горик
6. 1960 — «Живой труп» — Следователь
7. 1961 — «Почему улыбались звезды» — Профессор Погода
8. 1961 — «Деньги» — Штепа
9. 1961 — «Любовь Яровая» — Швандя
10. 1961 — «Честность» — Ягодкин
11. 1962 — «Гроза» — Кулигин
12. 1962 — «Коллеги» — Сержант
13. 1962 — «Каменное гнездо» — Вайлио
14. 1962 — «Неравный бой» — Григорий Степанович
15. 1963 — «Горе от ума» — Загорецкий
16. 1963 — «Нас где-то ждут» — Орёл
17. 1964 — «Ярмарка тщеславия» — Сэр Питт Кроули
18. 1964 — «Госпожа Бовари» — Лере
19. 1964 — «Волки и овцы» — Чугунов
20. 1964 — «Дачники» — Суслов
21. 1964 — «Власть тьмы» — Аким
22. 1965 — «Герои Фатерланда» — Меркле
23. 1966 — «Ревизор» — Бобчинский
24. 1970 — «Человек и глобус» — Гришанков
25. 1970 — «Растеряева улица» — Толоконников
26. 1971 — «Достигаев и другие» — Порфирий Нестрашный
27. 1972 — «Фальшивая монета» — Яковлев
28. 1974 — «Летние прогулки» — Ольховцев
29. 1976 — «Беседы при ясной луне» — Глеб Капустин
30. 1977 — «Заговор Фиеско в Генуе» — Веррина
31. 1977 — «Униженные и оскорблённые» — Ихменев
32. 1978 — «Любовь Яровая» — Чир
33. 1980 — «Ивушка неплакучая» — Угрюмов
34. 1981 — «Целина» — Ведущий
35. 1981 — «Фома Гордеев» — Щуров
36. 1983 — «Утренняя фея» — Дед
37. 1986 — «Ретро» — Чмутин
38. 1986 — «Доходное место» — Вышневский
39. 1987 — «Холопы» — Князь Александр Павлович

### Фильмография
1. 1941 — Боевой киносборник №6 — лейтенант РККА
2. 1942 — Железный ангел — лётчик Горюнов
3. 1942 — Швейк готовится к бою — шофёр
4. 1964 — Порт-Артур (фильм-спектакль) — хорунжий Христофоров
5. 1966 — Гравюра на дереве (фильм-спектакль) — художник Шамурин
6. 1966 — Лабиринт (фильм-спектакль) — судья
7. 1967 — Пропавший чиновник (фильм-спектакль) — Хогехольм
8. 1968 — Барсуки (многосерийный фильм-спектакль) — Егор Иванович Брыкин
9. 1969 — Встреча (фильм-спектакль)
10. 1969 — К новым берегам (фильм-спектакль)
11. 1972 — Былое и думы (12-я серия) — капитан
12. 1973 — Волки и овцы (фильм-спектакль) — Чугунов
13. 1973 — Обрыв (фильм-спектакль) — Кириллов
14. 1975 — Достигаев и другие (фильм-спектакль) — Нестрашный
15. 1975 — Фальшивая монета (фильм-спектакль) — Яковлев (главная роль)
16. 1976 — Сибирь (4-я серия) — Агафон
17. 1981 — Беседы при ясной луне (фильм-спектакль) — Глеб Капустин
18. 1982 — Летние прогулки (фильм-спектакль) — Евгений Степанович Ольховцев
19. 1983 — Фома Гордеев — Щуров
20. 1988 — Холопы (фильм-спектакль) — князь Александр Павлович

## Награды и звания
- Народный артист РСФСР (15 августа 1966 года)[4]
- Заслуженный артист РСФСР (3 июня 1954 года)[4]
- Орден Трудового Красного Знамени (4 ноября 1974 года)[4]